# Bokvagga

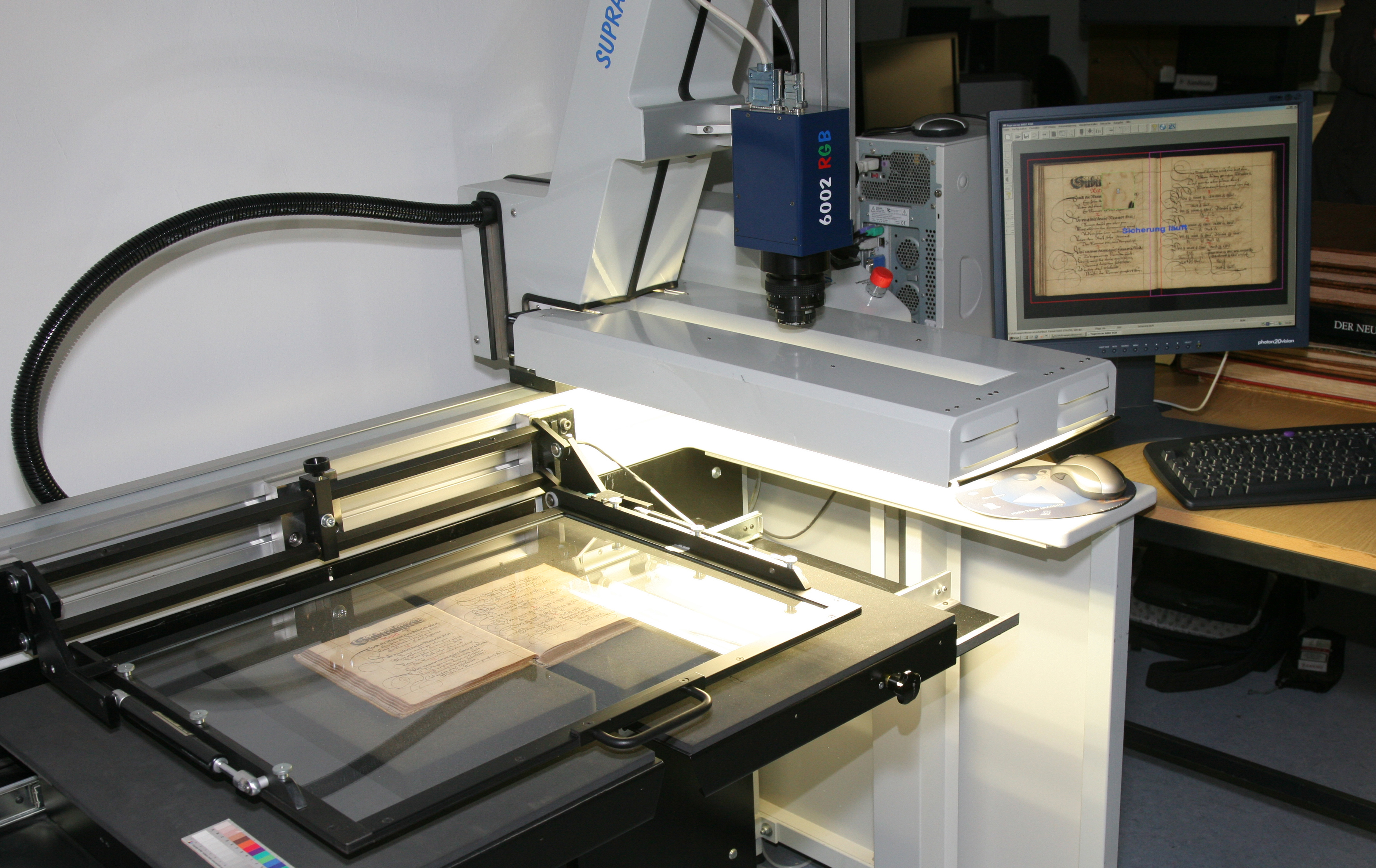
Bokvagga

En bokvagga är en anordning för att kunna skanna in inbundna böcker utan att skada dessa.
När man använder en flatbäddsskanner pressas ofta de omstående sidorna till att ligga 180 grader mot varandra, för att man inte ska få fula skarvar runt inbindningen och kunna se ordentligt om trycket går nära inbindningen. Denna inläsning ger bra bildkvalitet, men för ömtåliga böcker eller otympliga format kan istället en bokvagga användas.
En bokvagga består av en uppläggningsplats för boken, två lampor för belysning, samt en kamera av overheadtyp.
En bokvagga kan även vara en konstruktion av exempelvis trä, som används för att förvara ett urval böcker i. En välkänd sådan modell formgavs av Bruno Mathsson 1941. 